# Chiridius pacificus
Chiridius pacificus är en kräftdjursart som beskrevs av Brodsky 1950. Chiridius pacificus ingår i släktet Chiridius och familjen Aetideidae. Inga underarter finns listade i Catalogue of Life.